# Domícia Paulina, a Jovem
Élia Domícia Paulina (em latim: Aelia Domitia Paulina; 75–130 (55 anos)), também chamada de Paulina Menor ou Paulina, a Jovem, foi uma nobre romana do final do século I. Era a filha mais velha de Domícia Paulina com o pretor Públio Élio Adriano Afer e irmã do imperador Adriano. Ela provavelmente nasceu e foi criada em Itálica (perto da moderna cidade de Sevilha), na província da Hispânia Bética.
Quando os pais dela morreram, por volta de 86, Paulina e seu irmão foram criadas pelo seu primo, Trajano, e pelo oficial romano Públio Acílio Aciano. Antes da ascensão de Trajano ao trono, em 98, ele arranjou para que ela se casasse com o político hispânico Lúcio Júlio Urso Serviano, com quem teve uma filha chamada Júlia Serviana Paulina.
Antes da morte de Trajano, em 117, Paulina e o marido arranjaram um casamento para a filha com o romano hispânico Cneu Pedânio Fusco Salinador, que tinha status consular. Júlia e Salinador tiveram, em 118, um menino chamado Lúcio Pedânio Fusco Salinador, executado juntamente com Serviano pouco antes da morte de Adriano depois de ser acusado de conspiração. Quando Paulina morreu, Serviano e Adriano celebraram uma cerimônia privada em homenagem a ela e o imperador ridicularizado por não celebrar honras públicas, algo que ele há muito tempo não fazia.